# پوند قبرس

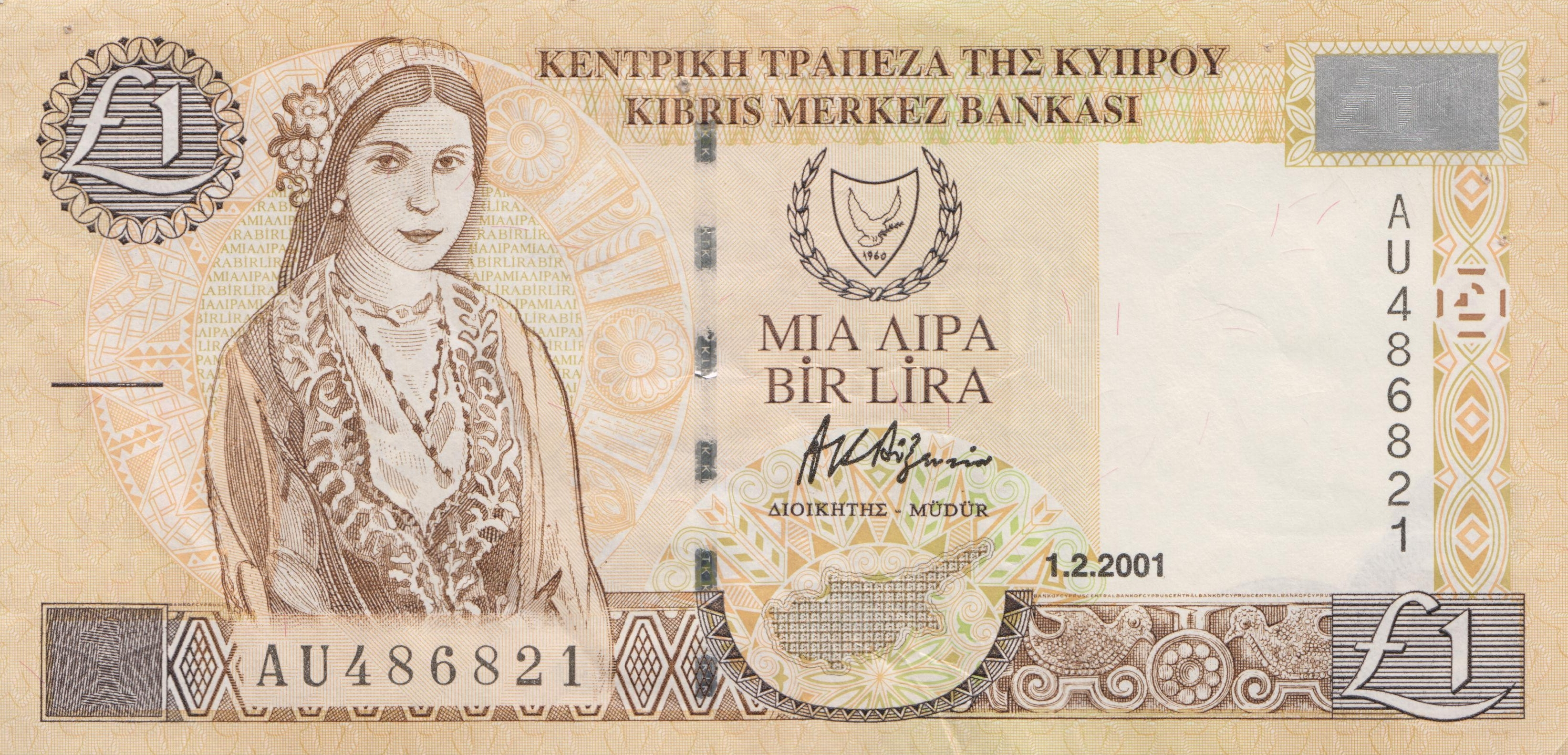
Zyp Pfund1

پوند قبرس (به زبان بومی: Λίρα Κύπρου لیرا کیپرو) با کد ایزوی CYP، یکای پول رایج در کشور قبرس تا قبل از معرفی یورو در سال ۲۰۰۷ بود، که آن را لیرا تلفظ میکردند. مسئولیت کنترل این یکای پول برعهدهٔ بانک مرکزی قبرس قرار دارد. قبل از معرفی یورو، واحد پولی جمهوری قبرس پوند قبرس بود که در ابتدا به 1000 میل تقسیم می شد.  در سال 1983، میلیون با سنت جایگزین شد و پوند قبرس به 100 سنت تبدیل شد.  در 1 ژانویه 2008، یورو جایگزین پوند قبرس به عنوان واحد پولی جمهوری شد. مطابق با تصویب قانون یورو (قانون 33(I)/2007)، با اصلاحات، مدت زمان مبادله اسکناس پوند قبرس در 31 دسامبر 2017 به پایان رسید.